# Leptostylopsis atromaculatus
Leptostylopsis atromaculatus är en skalbaggsart som först beskrevs av Fisher 1926.  Leptostylopsis atromaculatus ingår i släktet Leptostylopsis och familjen långhorningar.
Artens utbredningsområde är Kuba. Inga underarter finns listade i Catalogue of Life.